# Gerberfil

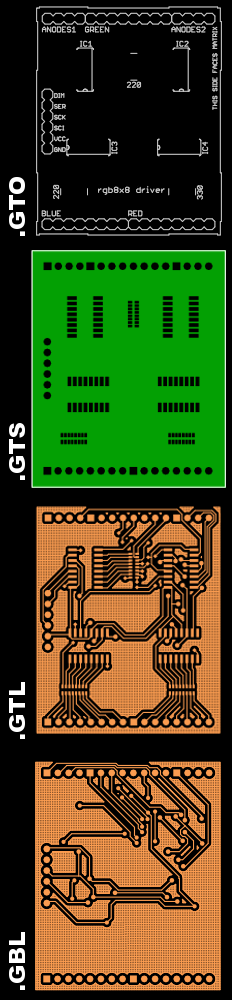
Exempel på Gerber lager, visar översta täcklagret (silkskärm), övre lödningsresist (skyddsfilm), övre kopparlager, och det undre kopparlagrets layout för ett mönsterkort.

En Gerberfil är ett filformat som används av maskiner vid tillverkning av mönsterkort för att skapa utseendet av de elektriska förbindelserna som till exempel ledningsbanor, microvior, och ytor för att löda komponentben (pads). Därtill innehåller filen information om borrhål och fräsning av det färdiga kretskortet.
Dessa filer skapas av EDA-mjukvara för mönsterkortslayout som till exempel KiCad, och skickas sedan till tillverkningsföretag där de laddas in i tillämpliga maskiner för varje steg av tillverkningsprocessen. Filerna kan även skrivas ut med till exempel laserskrivare på transparent media för att etsas manuellt.
Gerber-format utvecklades av Gerber Systems Corp. 
Gerber filformatet ägs nu av Ucamco, tidigare Barco ETS, genom att förvärva Gerber Systems Corp.  Ucamco framhäver revideringar av specifikationen från tid till annan.

Den nuvarande Gerber specifikation för ett filformat är revision I1 från december 2012. Det kan fritt laddas ner från Ucamco hämtningssidan.
Det finns två versioner:
- Extended Gerber, eller RS-274X, vanligen används idag.
- Standard Gerber, den tidigare versionen var en delmängd av EIA RS-274-D NC-standarden. Den är föråldrad och ersätts av RS-274X.[5]